# Prokaryoten

Schematische voorstelling van een prokaryotische cel.

Een prokaryoot organisme is een eencellig organisme zonder de compartimentering van de cel, zoals deze voorkomt bij eukaryoten - de celkern en andere organellen ontbreken. De groep der prokaryoten omvat twee taxonomische domeinen: de bacteriën en de archaea. Alle eencelligen die wel een celkern bevatten vormen samen de soortenrijke groep der protisten. De protisten behoren, samen met alle soorten meercellige organismen, tot het derde taxonomische hoofddomein, dat van de eukaryoten

De term 'prokaryoot' is een porte-manteauwoord, dat is gevormd uit  Oudgrieks pro: 'voor(afgaand aan)' - namelijk in de evolutie, en eu-karyoot: '(cel) met celkern'.
Tegenwoordig wordt er geen domein met de naam Prokaryota meer erkend. De eencellige soorten organismen zonder celkern vormen een parafyletische groep: de Archaea zijn evolutionair meer verwant met de Eukaryota dan met de Bacteria: Archaea en Eukaryota hebben een eencellige voorouder gemeen waar de Bacteria niet van afstammen.

## Kenmerken
De groep der prokaryoten is groot en uiterst soortenrijk. Veel soorten, vooral behorend tot de Archaea, zijn extremofiel: ze kunnen overleven  onder extreme omstandigheden. Prokaryoten zijn eencellig en klein: ongeveer 0,002 mm lang en 0,0004 tot 0,001 mm in diameter. De massa is met 10−12 g ongeveer 1000 maal kleiner dan die van een dierlijke cel.
Bij prokaryoten bevindt het cirkelvormige DNA zich los in de cel, vaak in een nucleoïde; er is geen sprake van een celkern. Bij eukaryoten bevindt het lineaire DNA zich in een celkern, een door een kernmembraan van de rest van de cel afgescheiden compartiment (organel). Ook andere organellen ontbreken in de prokaryote cel, met de planctomycetales, een orde van aerobe, in water levende bacteriën, als uitzondering. Histonen, specifieke eiwitten die samen met het DNA het chromatine vormen in de eukaryotische cel, ontbreken bij prokaryoten eveneens.
Mitose en meiose ontbreken: prokaryoten kennen geen geslachtelijke voortplanting, de cellen vermenigvuldigen zich door binaire deling. Naast chromosomaal DNA bevat een prokaryote cel vaak verschillende plasmiden. Recombinatie van de genen vindt plaats door paraseksuele processen (horizontale genoverdracht): met plasmide-DNA kan genetische informatie tussen bacteriën, ook tussen fylogenetisch weinig verwante soorten, worden uitgewisseld.
De flagellen van prokaryoten zijn dunner dan die bij eukaryoten. Hun diameter is 10-20 nm. Ook de ribosomen zijn kleiner dan bij eukaryoten, met een diameter van 15 nm. De versteviging van de celwand bestaat uit peptidoglycaan of mureïne, dat een driedimensionaal netwerk vormt van één zeer groot molecuul. Dit molecuul is gevoelig voor lysozymen (muramidasen), het minder gevoelige pseudomureïne komt vooral voor bij Archaea.

## Voorbeelden
Prokaryote organismen vallen óf onder het domein van de bacteriën, óf onder het domein van de Archaea. Deze twee domeinen vormden eerder samen één domein: de Prokaryota of Monera. Dit voormalige domein is inmiddels gedegradeerd tot een informele (niet-wetenschappelijke) parafyletische groep. 
De Archaea bleken meer verwant met de Eukaryota (het domein dat onder andere planten, schimmels en dieren omvat) dan met de Bacteria.
Veel soorten bacteriën leven in symbiose met eukaryote organismen, bijvoorbeeld de verschillende soorten bacteriën die op de menselijke huid leven, of de bacteriën in de darmflora van zoogdieren.
Blauwalgen (cyanobacteriën) zijn fotosynthetische prokaryote organismen die eveneens tot de bacteriën behoren. Volgens de endosymbiontentheorie zijn chloroplasten (bladgroenkorrels) de organellen die in eukaryote cellen voor de fotosynthese zorgen, geëvolueerd uit oorspronkelijk vrijlevende cyanobacteriën die gedurende de evolutie een endosymbiotische relatie zijn aangegaan met eukaryote cellen. Voor deze theorie pleit dat bladgroenkorrels (evenals mitochondriën) ringvormig DNA bezitten van een type dat voorkomt bij prokaryoten, terwijl DNA in de celkern van een eukaryote cel een lineaire structuur heeft.

## Verschillen metEukaryota
| Kenmerken ↓                  | Verschil tussen prokaryoten en eukaryoten                   | Verschil tussen prokaryoten en eukaryoten |
| Kenmerken ↓                  | prokaryoten                                                 | eukaryoten |
| ---------------------------- | ----------------------------------------------------------- | --- |
| celdiameter                  | omstreeks 0,2 - 2,0 μm                                      | omstreeks 10 - 100 μm |
| celkern en nucleolus         | afwezig                                                     | echte kern met kernmembraan en nucleolus (kernlichaampje)                                                                                     |
| interne membranen            | afwezig                                                     | wel interne membranen |
| organellen                   | enkel ribosomen, (thylakoïden)                              | lysosoom, golgicomplex, endoplasmatisch reticulum, vacuolen, mitochondriën, plastiden, ribosomen                                              |
| flagellen en cilia           | twee eiwit-bouwstenen                                       | complex, meerdere microtubuli |
| glycocalyx                   | als kapsel of slijmlaag                                     | bij sommige als celwand ontbreekt |
| celwand                      | gewoonlijk aanwezig, chemisch complex (vaak peptidoglycaan) | indien aanwezig: chemisch eenvoudig |
| celmembraan                  | geen sterolen en koolhydraten                               | sterolen en koolhydraten(receptoren) |
| cytoplasma                   | geen cytoskelet, geen plasmastroming                        | cytoskelet, plasmastroming |
| ribosomen                    | kleiner (70S)                                               | groter (80S), in plastiden en mitochondriën kleiner (70S)                                                                                     |
| genoom; chromosomen          | één cirkelvormig chromosoom en plasmiden                    | celkern met meerdere lineaire chromosomen met histonen mitochondria met één cirkelvormig chromosoom plastiden met één cirkelvormig chromosoom |
| celdeling                    | binaire deling                                              | mitose |
| geslachtelijke voortplanting | geen meiose, soms overdracht DNA-fragmenten                 | levenscyclus met meiose |

## Indeling

### Bacteria en Archaea
| LUCA - Domein Eubacteria (Ehrenberg 1828) - Rijk Thermotogae - - Rijk Firmicutae - - Rijk Oxyphotobacteria - - Rijk Chloroflexae - - - Rijk Proteobacteria - Rijk Spirochaetae - - Rijk Pirellae - - Rijk Chlorosulphatae - Rijk Saprospirae - - Domein Archaea (Woese et al. 1990) - Rijk Crenarchaeota - Crenarchaea - Rijk Thermoprotei - Rijk Euryarchaeota - Eurythermea - Rijk Thermoplasmobacteria (Thermoplasmata, Reysenbach 2001) - Rijk Thermobacteria (Thermococci, Zillig & Reysenbach 2001) - Neobacteria - Rijk Methanobacteria - Rijk Halobacteria - Domein Eukaryota |

### Domeinen en supergroepen
| Linnaeus (1735) 2 rijken | Haeckel (1894) 3 rijken | Whittaker (1969) 5 rijken | Woese (1977) 6 rijken | Woese (1990) 3 domeinen | Cavalier-Smith (1998) 2 domeinen en 6 rijken | Cavalier-Smith (1998) 2 domeinen en 6 rijken | Keeling (2004) 3 domeinen en 5 supergroepen | Keeling (2004) 3 domeinen en 5 supergroepen |
| ------------------------ | ----------------------- | ------------------------- | --------------------- | ----------------------- | -------------------------------------------- | -------------------------------------------- | ------------------------------------------- | ------------------------------------------- |
| Animalia                 | Animalia                | Animalia                  | Animalia              | Eucarya                 | Eukaryota                                    | Animalia                                     | Eukaryota                                   | Unikonta                                    |
| Vegetabilia              | Plantae                 | Fungi                     | Fungi                 | Eucarya                 | Eukaryota                                    | Fungi                                        | Eukaryota                                   | Excavata                                    |
| Vegetabilia              | Plantae                 | Plantae                   | Plantae               | Eucarya                 | Eukaryota                                    | Plantae                                      | Eukaryota                                   | Archaeplastida                              |
| Vegetabilia              | Plantae                 | Protista                  | Protista              | Eucarya                 | Eukaryota                                    | Chromista                                    | Eukaryota                                   | Chromalveolata                              |
| niet behandeld           | Protista                | Protista                  | Protista              | Eucarya                 | Eukaryota                                    | Protozoa                                     | Eukaryota                                   | Rhizaria                                    |
| niet behandeld           | Protista                | Monera                    | Archaebacteria        | Archaea                 | Prokaryota                                   | Bacteria                                     | Archaea                                     | Archaea                                     |
| niet behandeld           | Protista                | Monera                    | Eubacteria            | Bacteria                | Prokaryota                                   | Bacteria                                     | Bacteria                                    | Bacteria                                    |

### Historische namen
| Historische namen van verschillende groepen in het "Plantenrijk" | Historische namen van verschillende groepen in het "Plantenrijk" | Historische namen van verschillende groepen in het "Plantenrijk" | Historische namen van verschillende groepen in het "Plantenrijk" | Historische namen van verschillende groepen in het "Plantenrijk" | Historische namen van verschillende groepen in het "Plantenrijk" |
| ---------------------------------------------------------------- | ---------------------------------------------------------------- | ---------------------------------------------------------------- | ---------------------------------------------------------------- | ---------------------------------------------------------------- | ---------------------------------------------------------------- |
| Thallophyta, lagere planten Arrhizophyta                         | Cryptogamae sporenplanten                                        | Prokaryoten, Protophytae, Schizophyta, Monera                    | Prokaryoten, Protophytae, Schizophyta, Monera                    | Bacteria                                                         | Bacteria                                                         |
| Thallophyta, lagere planten Arrhizophyta                         | Cryptogamae sporenplanten                                        | Prokaryoten, Protophytae, Schizophyta, Monera                    | Prokaryoten, Protophytae, Schizophyta, Monera                    | Algen s.l.                                                       | Cyanophyta                                                       |
| Thallophyta, lagere planten Arrhizophyta                         | Cryptogamae sporenplanten                                        | thallofyten zonder archegonia                                    | thallofyten zonder archegonia                                    | Algen s.l.                                                       | Algae s.s.                                                       |
| Thallophyta, lagere planten Arrhizophyta                         | Cryptogamae sporenplanten                                        | thallofyten zonder archegonia                                    | thallofyten zonder archegonia                                    | Fungi, schimmels                                                 |                                                                  |
| Thallophyta, lagere planten Arrhizophyta                         | Cryptogamae sporenplanten                                        | thallofyten zonder archegonia                                    | thallofyten zonder archegonia                                    | appendix: Lichenes                                               |                                                                  |
| Thallophyta, lagere planten Arrhizophyta                         | Cryptogamae sporenplanten                                        | Cormophyta Embryophyta Plantae (s.s.)                            | Archegoniatae                                                    | Bryophyta s.l. Astelocormophyta                                  | Hepaticae                                                        |
| Thallophyta, lagere planten Arrhizophyta                         | Cryptogamae sporenplanten                                        | Cormophyta Embryophyta Plantae (s.s.)                            | Archegoniatae                                                    | Bryophyta s.l. Astelocormophyta                                  | Musci                                                            |
| Thallophyta, lagere planten Arrhizophyta                         | Cryptogamae sporenplanten                                        | Cormophyta Embryophyta Plantae (s.s.)                            | Archegoniatae                                                    | Bryophyta s.l. Astelocormophyta                                  | Anthocerotae                                                     |
| Tracheophyta hogere planten Rhizophyta Stelocormophyta           | Cryptogamae sporenplanten                                        | Cormophyta Embryophyta Plantae (s.s.)                            | Archegoniatae                                                    | Vaatcryptogamen Pterophyta, varens                               | Lycophyta                                                        |
| Tracheophyta hogere planten Rhizophyta Stelocormophyta           | Cryptogamae sporenplanten                                        | Cormophyta Embryophyta Plantae (s.s.)                            | Archegoniatae                                                    | Vaatcryptogamen Pterophyta, varens                               | Pteridophyta                                                     |
| Tracheophyta hogere planten Rhizophyta Stelocormophyta           | Phanerogamae, fanerogamen                                        | Cormophyta Embryophyta Plantae (s.s.)                            | Spermatofyta Lignophyta                                          | Gymnospermae                                                     | Gymnospermae                                                     |
| Tracheophyta hogere planten Rhizophyta Stelocormophyta           | Phanerogamae, fanerogamen                                        | Cormophyta Embryophyta Plantae (s.s.)                            | Spermatofyta Lignophyta                                          | Angiospermae Anthophyta                                          | Monocotyledonae                                                  |
| Tracheophyta hogere planten Rhizophyta Stelocormophyta           | Phanerogamae, fanerogamen                                        | Cormophyta Embryophyta Plantae (s.s.)                            | Spermatofyta Lignophyta                                          | Angiospermae Anthophyta                                          | Dicotyledonae                                                    |